# الوازلو
الوازلو (به لاتین: Elvazlu) یک منطقهٔ مسکونی در جمهوری آذربایجان است که در شهرستان گورانبوی واقع شده‌است.